# Miljan Mrdaković
Miljan Mrdaković (serb. Миљан Мрдаковић, ur. 6 maja 1982 w Niszu, zm. 22 maja 2020 w Belgradzie) – serbski piłkarz występujący na pozycji napastnika, olimpijczyk.

## Kariera klubowa
Wychowanek klubów Radnički Nisz i FK Partizan. Od 1998 kontynuował szkolenie w belgijskim klubie RSC Anderlecht, w barwach którego rozpoczął karierę piłkarską. Nie mógł przebić się do podstawowego składu, dlatego został wypożyczony do VC Eendracht Aalst 2002. Latem 2002 powrócił do Serbii, gdzie został piłkarzem OFK Beograd. Potem występował w belgijskim KAA Gent i austriackiej Austrii Salzburg. Latem 2005 podpisał kontrakt z ukraińskim Metalistem Charków. W sierpniu 2006 przeszedł do Maccabi Tel Awiw. Od 2007 bronił barw portugalskiej Vitória SC, chińskiego Shandong Luneng Taishan oraz cypryjskich klubów Apollon Limassol i Ethnikos Achna. Latem 2011 przeniósł się do AEK Larnaka.

## Kariera reprezentacyjna
W 2008 roku – jako jeden z trzech dozwolonych graczy powyżej 23. roku życia – został powołany przez Miroslava Đukicia do reprezentacji Serbii U-23 na Igrzyska Olimpijskie 2008. Na turnieju tym zaliczył 3 występy, strzelając jednego gola.

## Sukcesy

### Zespołowe
Shandong Luneng Taishan
- mistrzostwo Chin: 2008

Tampines Rovers
- Puchar Ligi: 2014
- Superpuchar Singapuru: 2014

### Indywidualne
- król strzelców Protathlima A’ Kategorias: 2010/11 (21 goli)

## Śmierć
Po zakończeniu kariery piłkarskiej Mrdaković zmagał się z zaburzeniami depresyjnymi, lękami i alkoholizmem. Według jego otoczenia wynikało to z trudności w odnalezieniu się w nowej dla niego rzeczywistości, a także problemów finansowych. 22 maja 2020 popełnił on samobójstwo w swoim mieszkaniu w Belgradzie w dzielnicy Zvezdara. W momencie, gdy jego partnerka przebywała w łazience, strzelił w swoją głowę z broni palnej.